# Bisetifer cephalotus
Espèce
Bisetifer cephalotus est une espèce d'araignées aranéomorphes de la famille des Linyphiidae.

## Distribution
Cette espèce est endémique de Russie. Elle se rencontre dans le kraï de Krasnodar et la république d'Adyguée,.

## Description
Le mâle holotype mesure 1,38 mm.
La femelle décrite par Tanasevitch, Ponomarev et Chumachenko en 2015 mesure 1,28 mm.

## Systématique et taxinomie
Cette espèce a été décrite par Tanasevitch en 1987.
La femelle paratype décrite par Tanasevitch en 1987 n'est pas conspécifique avec l'holotype, elle appartient à l'espèce Bisetifer gruzin.

## Publication originale
- Tanasevitch, 1987 : « The linyphiid spiders of the Caucasus, USSR (Arachnida: Araneae: Linyphiidae). » Senckenbergiana biologica, vol. 67, no 4, p. 297-383.